# Abruptum
Az Abruptum svéd avantgárd metal/black metal/dark ambient/noise (zajzene) együttes.

## Története
1989-ben alakultak meg Finspång városában, IT és All által. Ext basszusgitáros 1990-ben csatlakozott a zenekarhoz. Az Abruptum Evil zenésszel vált teljessé, aki a mai napig vezeti a zenekart, míg It és All mára elhagyták az Abruptumot. Az együttes még Euronymous figyelmét is felkeltette, aki a saját, Deathlike Silence Productions elnevezésű kiadóján keresztül jelentette meg az Abruptum első lemezét. Az Abruptum közreműködött egy Euronymous tribute albumhoz is, amelyen az első dalt ők szerezték. Korai lemezeik még a death metal stílusába tartoztak, az újabb albumaikat viszont a black metal, dark ambient, noise illetve elektronikus hangzásvilág "uralja". IT és All továbbá az Ophthalamia nevű black metal együttesben is játszottak.
Különlegesség, hogy csak latin nyelven énekelnek. It 2017-ben elhunyt, 45 éves korában.

## Tagok
- Evil – gitár, dob, zongora, "zajok" (1991–)

## Korábbi tagok
- It – gitár, ének, basszusgitár, dob, hegedű (1989–1996)
- All – ének, gitár (1989–1991)
- Ext – basszusgitár (1990)

## Diszkográfia
- Abruptum (demó, 1990)
- The Satanist Tunes (demó, 1990)
- Orchestra of Dark (demó, 1991)
- Evil (EP, 1991)
- Obscuritatem Advoco Amplectère Me (album, 1993)
- In Umbra Malitiae Ambulabo, In Aeternum in Triumpho Tenebrarum (album, 1994)
- Evil Genius (válogatás, 1995)
- Vi Sonus Veris Nigrae Malitiaes (album, 1996)
- De Profundis Mors Vas Cousumet (EP, 2000)
- Casus Luciferi (album, 2004)
- Maledictus (EP, 2008)
- Potestates Apocalypsis (album, 2011)